# La più forte
La più forte è un film muto italiano del 1914 diretto da Ugo Falena.